# François-Antoine-Christophe Gérard
Pour les articles homonymes, voir François Gérard (homonymie) et Gérard.
François-Antoine-Christophe Gérard, né le 25 juillet 1786 à Nancy et mort le 23 décembre 1856 au château des Ormes à Saint-Avit-les-Guespières (Eure-et-Loir), est un militaire français des guerres napoléoniennes, de la Restauration, de la monarchie de Juillet et de la Deuxième République. Il s'est illustré dans les sièges de Soissons en 1814 et 1815, puis a été conseiller militaire de la République de Grèce et du royaume de Belgique. Il a réprimé une révolte ouvrière à Rouen pendant la révolution française de 1848.

## Guerres napoléoniennes

### Campagnes d'Allemagne, Pologne et Russie (1804-1813)
François-Antoine-Christophe Gérard naît en 1786 à Nancy, alors capitale du Grand-gouvernement de Lorraine-et-Barrois, français depuis 1766. Le 22 novembre 1804, il s'engage au 61e régiment d'infanterie de ligne. Il devient caporal puis fourrier en 1805, il passe en 1806 au 26e régiment d'infanterie légère. Il est promu sergent-major en 1806, sous-lieutenant en 1807 et lieutenant en 1809. Il participe à la campagne d'Allemagne de 1805, à la campagne de Prusse et de Pologne en 1806-1807, à la campagne d'Allemagne et d'Autriche en 1809. Il est blessé au combat de Hoff le 8 février 1807, à la bataille d'Essling le 21 mai 1809 et à la bataille de Wagram le 9 juillet 1809. Il est décoré de la Légion d'honneur le 28 juillet 1809 et devient aide de camp du général Pouget le 5 août 1809. Il participe à la campagne de Russie de 1812 où il est promu capitaine le 18 juin 1812 et se distingue à la bataille de Polotsk. Le 20 février 1813, au début de la campagne d'Allemagne, il est nommé adjoint d'état-major du corps d'observation de l'Elbe mais, le 21 mai, son état de santé l'oblige à rentrer en France.

### Campagne de France (1814)

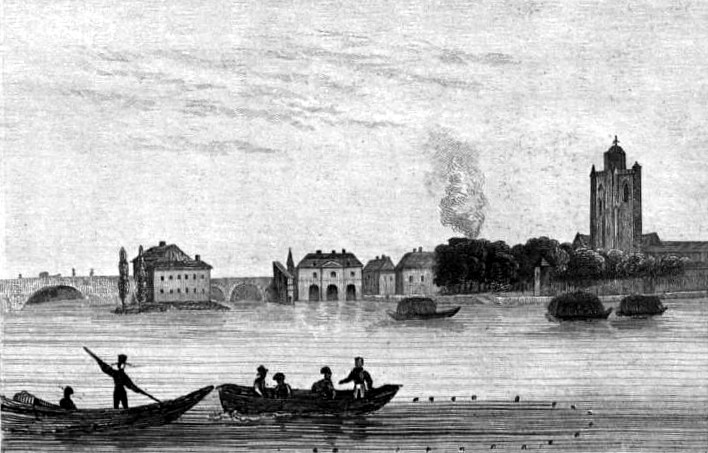
Le pont de Nogent-sur-Seine, gravure du Guide pittoresque du voyageur en France par Eusèbe Girault de Saint-Fargeau, 1838.

Le 14 décembre 1813, il est nommé chef de bataillon au 31e régiment d'infanterie de ligne. Le 6 février 1814, il reçoit le commandement d'une unité mixte d'un bataillon de grenadiers, deux canons et un escadron de hussards pour couvrir la retraite de Troyes à Nogent-sur-Seine. Le 12 février 1814, à la tête d'un bataillon de grenadiers, il soutient pendant 12 heures la défense du pont de Nogent. Il retourne ensuite au commandement de son bataillon au 31e régiment et participe aux combats de Nangis et de Mormant le 17 février.

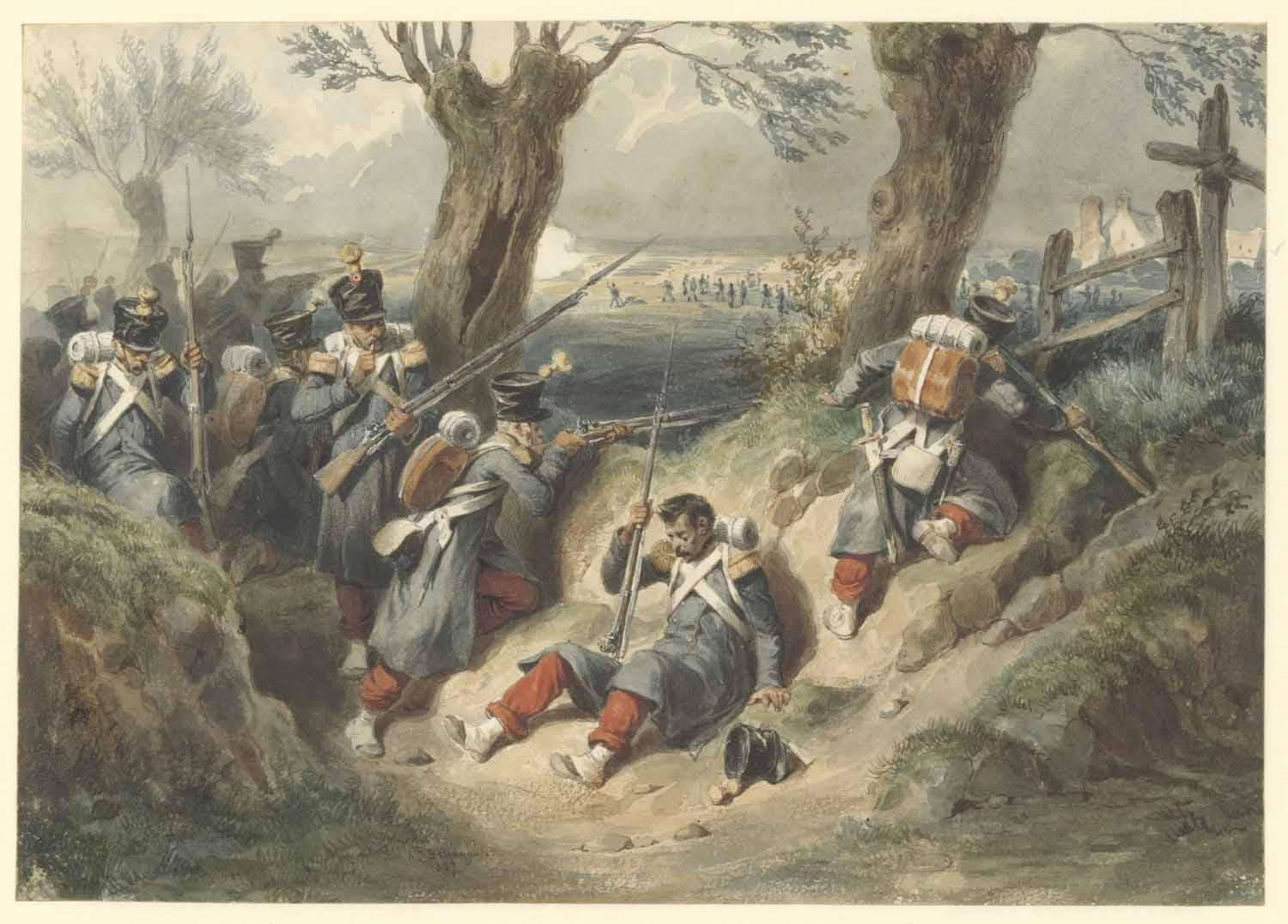
Tirailleurs français napoléoniens au combat dans un chemin creux. Peinture d'Hippolyte Bellangé, 1837.

En mars 1814, Gérard reçoit le commandement de la place de Soissons. Cette ville aux fortifications anciennes et mal entretenues avait été prise à deux reprises par les armées de la Sixième Coalition ; la capitulation du général Jean-Claude Moreau, le 3 mars 1814, avait gravement compromis les opérations de Napoléon en permettant à l'armée de Blücher de passer au nord de l'Aisne et d'échapper à l'encerclement. Napoléon, conscient de l'importance stratégique de la place, entreprend de la remettre en état de défense. Le 6 mars, l'empereur écrit au ministre de la guerre, Clarke, duc de Feltre, pour lui demander de nommer à ce poste « un jeune officier supérieur, du grade de colonel ou même de chef de bataillon, qui eût sa fortune militaire à faire, et que ce choix fût aussi bon que possible en raison de la haute importance du poste ». Le ministre désigne le commandant Gérard, « jeune homme actif, intelligent et dévoué » selon Clarke. La garnison est portée à 2 000 fantassins et 100 cavaliers, avec la promesse d'une puissante artillerie. Gérard arrive à Soissons le 10 mars. Après les batailles indécises de Craonne et de Laon où Napoléon subit de lourdes pertes et échoue à détruire les forces russo-prussiennes, l'armée française repasse l'Aisne pour aller faire face à la grande armée coalisée au sud-est de Paris. Elle arrive à Soissons le 11 mars, épuisée, affamée, encombrée de blessés et de mourants. Napoléon visite aussitôt les remparts avec le commandant Gérard et donne des ordres pour que la place reçoive les moyens nécessaires. Soissons reçoit encore 1 060 hommes du dépôt de la Garde impériale, un bataillon de 400 hommes du 70e régiment d'infanterie, 120 artilleurs et 59 sapeurs polonais et un détachement du génie. Le 18 mars 1814, Gérard passe en revue sa garnison et prête le serment de mourir plutôt que de se rendre, repris par l'ensemble de la troupe.

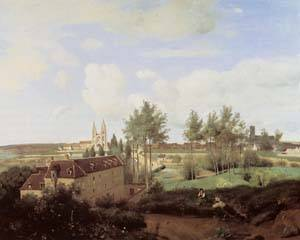
Soissons, toile de Camille Corot, 1833

Le siège de Soissons par le 3e corps de l'armée prussienne, commandé par Friedrich Wilhelm Bülow, dure du 20 au 31 mars. L'historiographe prussien du régiment de Colberg note que « jusqu'au 30 mars […] Soissons fut vivement bombardée tous les jours ; l'ennemi faisait de fréquentes sorties et le feu de mousqueterie durait sans interruption. Le régiment y perdit de nombreux hommes ». Le matin du 30 mars, les assiégés ont la surprise de trouver les tranchées ennemies désertes : les Prussiens s'éloignent en direction de Compiègne pour prendre part aux dernières opérations de la bataille de Paris. Les Français s'empressent de détruire tous les ouvrages de siège pour prévenir un retour offensif. À partir du 31 mars, les Prussiens ne se manifestent plus que par quelques tirs de canon depuis leur batterie de la montagne de Presles.
La ville, coupée du monde extérieur, est soumise à un blocus coupé d'escarmouches jusqu'au 13 avril : le général d'Aboville arrive alors de Paris avec des instructions du gouvernement provisoire de Talleyrand. Il informe officiellement Gérard de l'abdication de Napoléon et de la restauration des Bourbons qui ont signé la paix avec les coalisés. Le 15 avril, un armistice est conclu entre Gérard et le général-lieutenant prussien von Borstell. Il est convenu que les Prussiens n'occuperont pas la ville, ne la traverseront que sous escorte et que les Français leur établiront un pont de bateaux à proximité ; en outre, les Alliés fourniront les vivres nécessaires aux 4 000 hommes et 400 chevaux de la garnison, et les prisonniers seront rendus sans condition de part et d'autre. Le 17 avril, Gérard et la garnison prêtent serment de fidélité à Louis XVIII. Le 22 avril, les Alliés retirent leurs troupes des abords de Soissons, seule ville non occupée du département. Les 10 000 Prussiens du général von Borstell traversent l'Aisne par le pont de bateaux construit hors de la ville tandis que l'artillerie et les bagages passent par la ville et le pont de pierre. Le général von Borstell obtient de visiter la ville et complimente Gérard pour sa vaillante défense. Les 40 000 Russes des armées alliées passent peu après par le même pont de bateaux.
Après le siège de Soissons, Gérard est transféré au 32e régiment de ligne. Il est promu colonel le 15 janvier 1815 et nommé au commandement de la place de Sens.

### Cent-Jours et campagne de France (1815)
Pendant les Cent-Jours, le retour au pouvoir de Napoléon amène une nouvelle guerre contre la Septième Coalition. Le 18 mai, Gérard est de nouveau envoyé à Soissons ; sa nomination en tant que  commandant de la place est datée du 1er juin. Il arrive sur place le 25 mai. La garnison comprend 3 bataillons de la Garde nationale d'Eure-et-Loir et du Loiret, deux régiments polonais, infanterie et cavalerie, et le dépôt du 34e régiment d'infanterie. Le 12 juin, Napoléon traverse Soissons pour aller prendre le commandement de l'armée du Nord dans la campagne de Belgique qui trouve une issue rapide dans le désastre de Waterloo. 
Le 27 juin, l'état-major français traverse de nouveau Soissons avec les débris de l'armée de Waterloo, rejoints par le corps de Grouchy, pour une dernière tentative de défense de Paris. L'armée coalisée arrive à sa poursuite en contournant Soissons qui est soumise à un blocus par le corps russe du général Ouchakov (en). Après la seconde abdication de Napoléon, bien que la garnison ait fait sa soumission à Louis XVIII le 20 juillet, le blocus n'est levé que le 10 août grâce à l'intervention du ministre de la guerre Louis Sébastien Grundler qui négocie avec le général russe. L'occupation russe à Soissons est relativement clémente comparée à celle des Prussiens à Laon. 
Le 1er septembre 1815, Gérard est compris dans le licenciement général de l'armée et renvoyé dans ses foyers.

## Dans l'Europe des révolutions

### Restauration et mission en Grèce
Le 19 septembre 1821, Gérard est décoré de l'ordre de Saint-Louis. Peu après, il est rappelé au service actif : le 14 novembre 1821, il est nommé à la tête du 43e régiment d'infanterie et le 4 avril 1823, du 64e.  

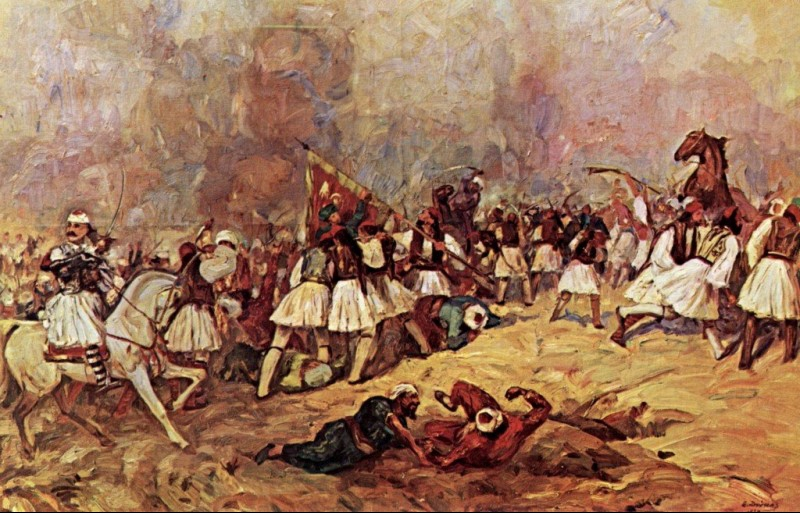
Combat des insurgés grecs contre les Ottomans, peinture anonyme.

En 1829, le gouvernement de Charles X intervient dans la guerre d'indépendance grecque en envoyant un corps expéditionnaire en Morée (Péloponnèse), commandé par le maréchal Nicolas-Joseph Maison, pour aider les Grecs à mettre en place un gouvernement autonome et rétablir la paix après le départ des troupes ottomanes : le 6 septembre 1829, Gérard, qui sert au quartier général du corps expéditionnaire, est détaché comme conseiller militaire pour organiser l'armée régulière grecque. Il devient adjudant général (chef d'état-major) de Ioánnis Kapodístrias, gouverneur de la République grecque. Les troupes irrégulières des pallikares indépendantistes, vaillantes mais indisciplinées, laissées sans ressources par la paix, vivent de pillage. Le nouveau gouvernement grec parvient à les organiser en chiliarchies (régiments) et pentacossiarchies (bataillons) et les nouvelles unités prêtent serment sur leurs drapeaux le 29 novembre 1829. Mais la situation financière de la République grecque est précaire car le ministre français Polignac lui a coupé les financements accordés par son prédécesseur La Ferronnays ; il faudra un vote de la Chambre des députés pour les rétablir. Les soldats rassemblés à Éleusis se révoltent à cause d'une rumeur selon laquelle, en les intégrant dans l'armée régulière, le gouvernement va les priver des indemnités auxquelles ils ont droit pour leurs services antérieurs. Les mutins se rassemblent à Salamine. Cependant, lorsque le président Kapodístrias et Gérard débarquent à Ampelakia, les soldats les accueillent avec des cris de joie et acceptent de rentrer dans les rangs lorsqu'on leur promet le paiement de leurs arriérés de solde ; Gérard les organise bientôt en six nouvelles pentacossiarchies qui vont prêter serment dans la plaine de Mégare devant le président et les évêques de Dervenochoria et Thèbes.

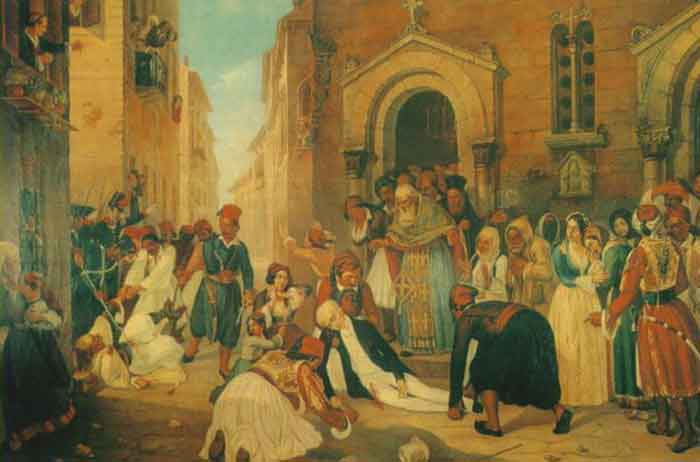
Assassinat de Ioánnis Kapodístrias, peinture de Dionysios Tsokos (1814–1862).

Sous la monarchie de Juillet, le gouvernement français continue son soutien à la République grecque. Cependant, le président Kapodístrias se heurte à une opposition croissante qui trouve des soutiens en France. Ses efforts pour réprimer le brigandage et la piraterie, importantes sources de revenus pour certaines factions grecques, lui aliènent la puissante famille Mavromichalis et les notables du Magne et d'Hydra. Le 1er mai 1831, un soulèvement éclate en Grèce continentale au nom des principes constitutionnels. L'amiral Andréas Miaoúlis s'empare des navires mouillés à Poros pour empêcher une expédition contre les rebelles. Kapodístrias  fait appel aux puissances garantes de l'autonomie grecque : les commandants de la flotte britannique et de l'escadre française refusent d'agir contre la flotte de Miaoúlis et c'est l'amiral Ricord, de la marine russe qui, le 25 juillet 1831, fait bombarder Poros et débarque ses troupes qui mettent la ville à sac. L'intervention russe en Grèce inquiète les Britanniques et les Français, et Gérard désapprouve publiquement le pillage de Poros. Le 9 octobre 1831, devant l'église de Nauplie, Ioánnis Kapodístrias est assassiné par Constantin et Georges Mavromichalis ; Constantin est tué sur-le-champ ; Georges se réfugie chez le résident de France où une foule furieuse, conduite par Augustínos Kapodístrias, frère du président, réclame qu'il soit livré à la justice grecque. L'assassin est jugé et exécuté le 23 octobre 1831. Augustínos Kapodístrias accuse la France et le Royaume-Uni d'avoir commandité le meurtre du président, et le colonel Gérard, présent au moment des faits, est soupçonné de complicité ; le maréchal Soult, chef du gouvernement français, doit publier un démenti.

### Mission en Belgique

Chasseurs à pied de l'armée belge, dessin de 1845.

De retour de Grèce, Gérard est nommé le 9 septembre 1832 à la tête du 22e régiment d'infanterie de ligne. Il prend part au siège de la citadelle d'Anvers où un corps expéditionnaire français commandé par son homonyme, le maréchal Étienne Maurice Gérard, est chargé de déloger les troupes du royaume uni des Pays-Bas qui résistent aux indépendantistes belges. Le 9 janvier 1833, le colonel Gérard est promu maréchal de camp, et le 18 janvier, détaché auprès de la nouvelle armée belge où il commande une brigade d'infanterie de 1833 à 1839.

### Journées de 1848 à Rouen
De retour en France, Gérard est nommé commandant militaire de la Seine-Inférieure. Ses différentes missions lui valent d'être décoré de l'ordre du Sauveur grec, de l'ordre de Léopold belge, et commandeur de la Légion d'honneur. Pendant la révolution française de 1848, il intervient, sous les ordres d'Ordener, pour mettre fin à une émeute à Rouen. Au lendemain des élections d'avril 1848 à l'Assemblée constituante, une frange de la population ouvrière, souffrant du chômage et mécontente de la victoire des conservateurs, se révolte. La conduite du général Gérard, applaudie par les milieux conservateurs, est jugée sévèrement par la journaliste républicaine Marie d'Agoult, écrivant sous le pseudonyme de Daniel Stern :

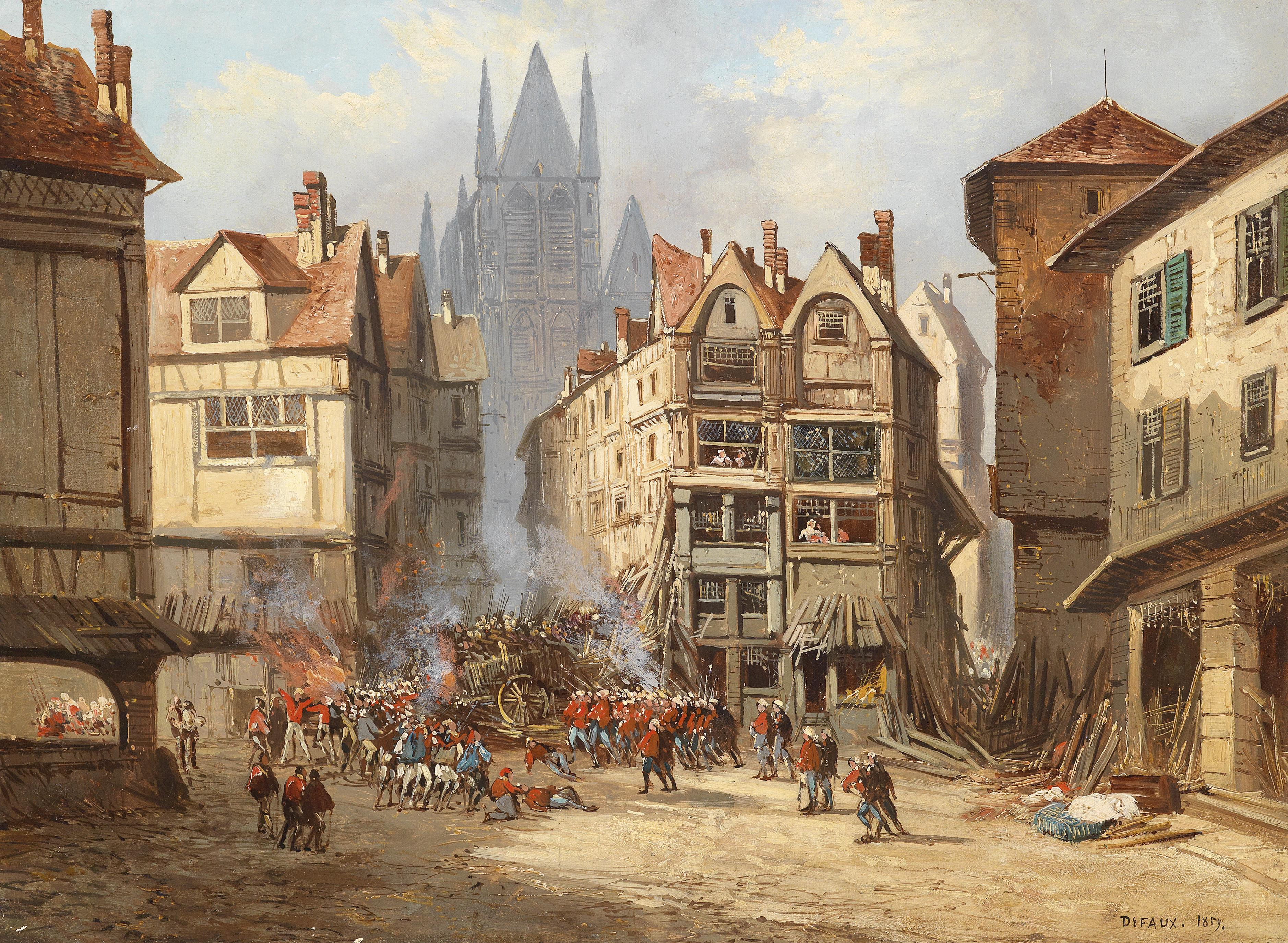
Combat de rues à Rouen, peinture d'Alexandre Defaux, 1859.

« Le 27 avril, les ouvriers de Rouen, irrités par l'échec de leur liste, qu'ils avaient fait beaucoup trop exclusive, et par des provocations imprudentes de la garde nationale qui, depuis la journée du 16 avril, se montrait animée d'un mauvais esprit de réaction, coururent aux armes. Le combat s'engagea; il dura deux jours, si toutefois on peut appeler combat la lutte inégale d'une masse populaire, à peu près dépourvue d'armes et de munitions, mêlée de femmes, de vieillards et d'enfants, contre les troupes les mieux disciplinées, agissant de concert avec la garde nationale; la disproportion entre le chiffre des morts et des blessés, chiffre considérable dans les rangs du prolétariat, et si peu élevé dans les rangs de la troupe qu'on a pu dire que ni un soldat ni un garde national n'avaient péri, témoigne assez de cette inégalité. Cependant, le général Gérard, qui commandait à Rouen, fit sur le combat un rapport dont le langage sévère, et sans aucun retour de pitié, blessa ceux-là mêmes d'entre les membres du conseil qui souhaitaient le plus une répression énergique des soulèvements populaires.
MM. Ledru-Rollin et Louis Blanc protestèrent contre ce rapport et demandèrent que le général Gérard parût devant un conseil de guerre; mais leur demande fut écartée.
[Note de D. Stern : M. Senard, dans son discours à l'Assemblée nationale (séance du 8 mai 1848), donne les chiffres suivants: 41 barricades, contre lesquelles il aurait été tiré 19 coups de canons; 11 hommes tués dans le combat, 76 blessés, recueillis dans les hospices et dont 23 y sont morts. Mais ces chiffres paraissent être restés fort au-dessous de la réalité]. »

### Dernières années
Il prend sa retraite le 2 février 1852 et est placé dans le cadre de réserve le 26 décembre suivant.
Il finit sa vie dans son château des Ormes à Saint-Avit-les-Guespières en Eure-et-Loir. Son médecin l'ayant prévenu que sa mort était proche, il organise à l'avance ses funérailles, écrit au commandant militaire du département pour savoir quelles troupes seront présentes et invite sa famille et ses amis à assister à son extrême-onction. Il leur dit : « Mes amis, j'ai voulu vous faire voir comment meurt un chrétien ». Il meurt le 23 décembre 1856.
Selon un article nécrologique publié dans L'Espérance, un journal de Nancy, Gérard, commandant la garnison de Sens au moment du retour de Napoléon de l'île d'Elbe en 1815, avait tenu son serment aux Bourbon et avait tenté, sans succès, de barrer la route à l'empereur ; ses soldats, ralliés à Napoléon, conduisent Gérard devant celui-ci qui félicite le « brave défenseur de Soissons » ; Gérard déclare que, malgré son admiration pour l'empereur, il resterait fidèle à son serment et ne rejoindrait l'armée de Napoléon que si le territoire était envahi, ce qui arriva peu après. Il s'était marié vers 1823. Contrairement à beaucoup de militaires de son temps, il avait horreur du duel et le considérait comme un crime punissable.